# بافلو (اوهایو)
بافلو (به انگلیسی: Buffalo) یک منطقهٔ مسکونی در ایالات متحده آمریکا است که در شهرستان گرنزی، اوهایو واقع شده‌است. بافلو ۱٫۲۷ کیلومتر مربع مساحت و ۴۰۱ نفر جمعیت دارد و ۲۵۲٫۹۹ متر بالاتر از سطح دریا واقع شده‌است.